# Daniel Alsina
Daniel Alsina Leal (Barcelona, 10 de mayo de 1988) es un Gran Maestro Internacional de ajedrez español.

## Resultados destacados en competición
Fue campeón de España juvenil o sub-18 en el año 2006 en Baños de Montemayor. Ganó también otros campeonatos a nivel regional de Cataluña, en el año 2000, campeón sub-12, en el año 2002, campeón de sub-14, en los años 2003 y 2004, campeón sub-16, y en el año 2005 subcampeón de Cataluña juvenil.
En su trayectoria fue campeón de otros torneos como en el año 2005, el Open Internacional de Villa de San Baudilio de Llobregat y en el año 2009 el Torneo Magistral Ciudad de Barcelona.
Participó representando a España en las Olimpíadas de ajedrez de 2010 en Janti-Mansisk.
Juega al ajedrez desde los 9 años, en la UGA (Unió Gracienca d’Escacs) siendo alumno destacado de EDAMI (Escuela de Ajedrez Miguel Illescas).